# Frank Munsey
Frank Andrew Munsey, född den 21 augusti 1854 i Mercer, Maine, död den 22 december 1925 i New York, var en amerikansk tidnings- och tidskriftsförläggare.
Munsey började 1882 i New York utge en veckotidning för ungdom och övergick snart till att utge tidskrifter, innehållande mest förströelseläsning. Bland annat uppsatte han 1889 "Munsey's Weekly", 1891 förändrad till månadsskriften "Munsey's Magazine". Han inköpte 1908 tidningen "Baltimore News", 1912 New York-tidningen "Sun" samt 1920 "Evening Telegram" och "New York Herald" (med dess Parisupplaga). 